# (410777) 2009 FD
(410777) 2009 FD es un asteroide Apolo binario y un objeto próximo a la Tierra con una órbita bastante peligrosa para la Tierra en 2185. Es el tercer posible impacto detectado en la Escala de Palermo.
2009 FD fue al principio anunciado por La Sagra Sky Survey en 2009, pero otras observaciones fueron hechas por Spacewatch, oficial descubridor del objeto 3 semanas antes, el 24 de febrero de 2009. El Minor Planet Center (MPC) dijo que el descubridor oficial era este. 

## Cerca de la Tierra
En marzo de ese mismo año, 2009 FD pasó a una distancia de 0,004 ua hacia la Tierra y otra en octubre del 2010 a una distancia notablemente mayor: 0,07 ua. Su magnitud aparente es oficialmente de 22,1 (más alta de lo normal), pero la subió a 23 el Observatorio Paranal por pasar delante de la Tierra a una distancia aún mayor, de 0,1 ua (claramente mayores a las otras anteriores).Además, su periodo orbital es de poco más de 1 unidad astronómica, lo cual tiene bastante cercanía al Sol.

## Características físicas
El programa de objetos menores cercanos a la Tierra de la NASA dijo que su diámetro era de 130 m. y su albedo de 0,01. Las observaciones han permitido a los científicos y astrónomos saber que es un asteroide Apolo  binario son sus diámetros. El primero, de 120-180m. es el secundario y el de 120-60m. es el primario.

## Impacto con nuestro planeta
En enero del 2011, el asteroide (desde 2010 incluso) fue incluido en la lista de Riesgo de JPL y de la NASA que se podría chocar con nosotros el 29 de marzo de 2185. Estas estadísticas volvieron a ser recogidas en 2014 por el Efecto Yarkovsky.